# Tony Patrioli
Tony Patrioli (Manerbio, 9 de junio de 1941 - Brescia, 29 de julio de 2017) fue un fotógrafo italiano, especializado en desnudos masculinos de potentes connotaciones homoeróticas. Su estilo muestra gran influencia del fotógrafo Wilhelm von Gloeden.
Patrioli comenzó a tomar fotografías como aficionado en 1965. Se centró en los desnudos masculinos y usó como modelos a sus propios amantes. Tras recibir propuestas de publicación, estudió la técnica fotográfica en la Escuela de Fotografía Publicitaria de Milán, en la que se diplomó en 1977. Publicó sus primeras fotografía eróticas y pornográficas en la revista gay Homo, en la que el propio Patrioli manifestó públicamente su condición de homosexual. Sus imágenes se han publicado en numerosas revistas italianas y extranjeras.
En 2011, como parte del calendario de actividades del Día del Orgullo Gay en Roma, se inauguró una exposición monográfica de retratos realizados por Tony Patrioli, con material inédito. La exposición se tituló Mediterranea passione.

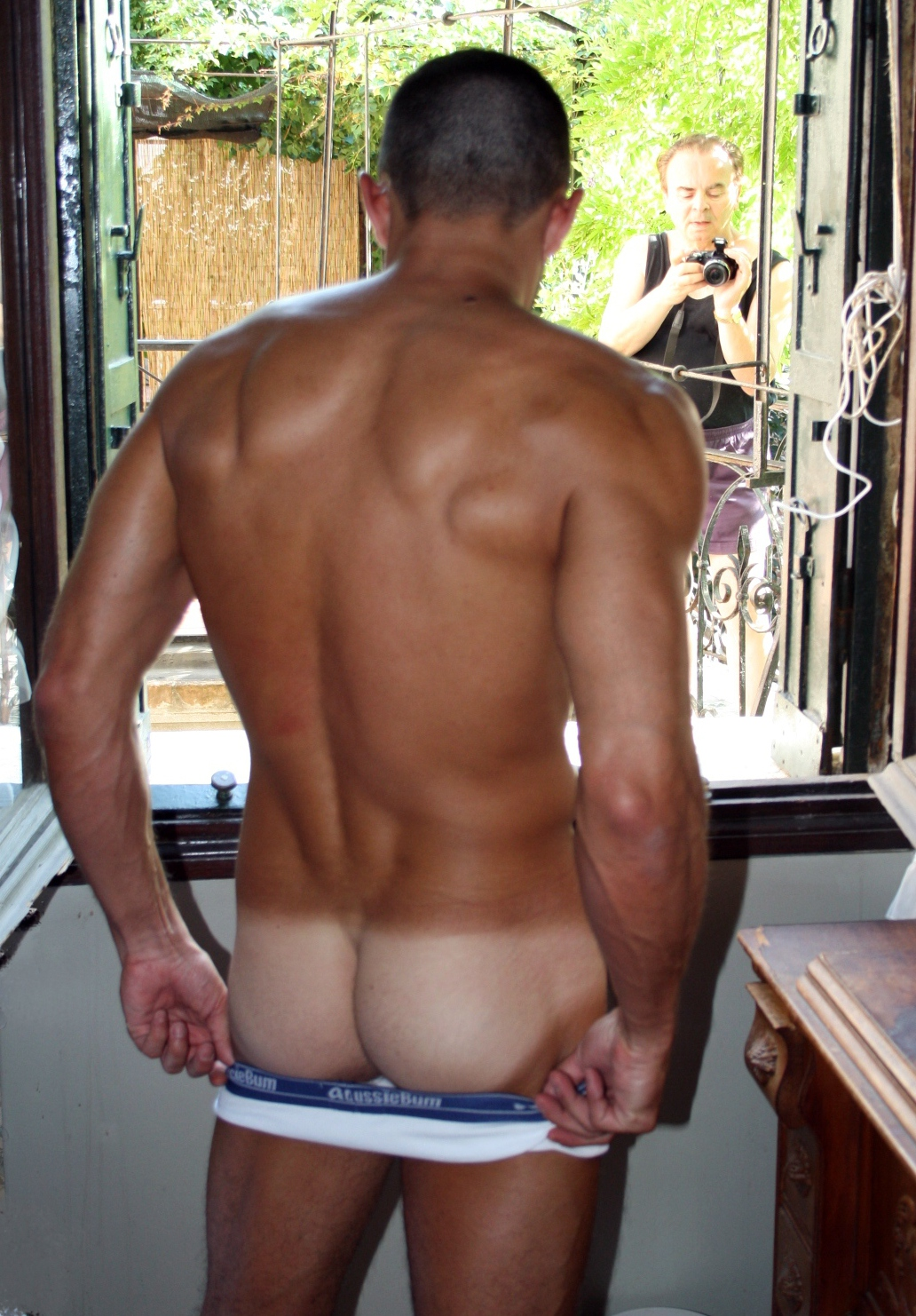
Patrioli fotografiando a un modelo (2014). Foto de Giovanni Dall'Orto.

## Publicaciones
Además de sus ediciones en revistas, en 1984 publicó su primer libro en una editorial comercial, Mediterraneo, en el que (al modo de Wilhelm von Gloeden) retrató a jóvenes desnudos.
- Nachte italiaener (sin fecha).
- Mediterraneo. Milán: Babilonia, Milán, 1984 (edición estadounidense publicada en Boston, Alyson Press, 1985).
- Garçons de la Mediterranée/Ragazzi. Textos de Gianni De Martino, Maquette de Misti, Gai Pied Hébdo. París: Editions du Triangle Rose, 1985.
- Garçons des deux Siciles. Textos de Gianni De Martino, Ivan Teobaldelli, Francesco Gnerre y Andrea Pini. París: Editions du Triangle Rose, 1988.
- Lo specchio di Narciso. Milán: Babilonia, 1987.
- Ephebi. Milán: Babilonia, 1989.
- Sunbeams. Boston: Alyson, 1989.
- Cartoline. Milán: Babilonia, 1991.
- Giro d'Italia. Milán: Babilonia, 1991.
- Made in Italy. Milán: Babilonia, 1994. Introducción de GiovanBattista Brambilla.